# Sigmodon inopinatus
Sigmodon inopinatus är en däggdjursart som beskrevs av Anthony 1924. Sigmodon inopinatus ingår i släktet bomullsråttor, och familjen hamsterartade gnagare. IUCN kategoriserar arten globalt som sårbar. Inga underarter finns listade i Catalogue of Life.
Arten förekommer i Anderna i Ecuador. Den vistas i regioner som ligger 3000 till 4500 meter över havet. Individer hittas ofta invid vattenansamlingar. Gnagaren upptäcktes även på en klump av bladvass som flyttade på vattnet.
Denna bomullsråtta blir 13,6 till 16,7 cm lång (huvud och bål) och har en 7,8 till 9,9 cm lång svans. Bakfötterna är 2,8 till 3,0 cm långa och öronen är 1,4 till 2,2 cm stora. Viktuppgifter saknas. Ovansidans långa päls bildas av gråbruna hår med några svarta hår inblandade och flera hår har vita spetsar vad som ger ett spräckligt utseende. Undersidans är nära roten mörka och sedan ljusare gråbrun. Svansen är uppdelad i en brun ovansida och en vitaktig undersida. Jämför med andra släktmedlemmar har arten ett kort näsben.
Födan utgörs antagligen av växtdelar. Troligen är individerna aktiva på dagen och på natten.